# Ammiopsis
Ammiopsis là chi thực vật có hoa trong họ Apiaceae.